# Louis Farrakhan
Louis Farrakahn Sr. (n. Louis Eugene Walcott; n. 11 mai 1933, New York City, New York, SUA), cunoscut în trecut sub numele de Louis X, este un controversat predicator și activist american, actualul lider al mișcării religioase Nation of Islam.